# Żaryk (stacja kolejowa)
Żaryk (kaz. Жарық, ros. Жарык) – węzłowa stacja kolejowa w miejscowości Säkien Siejfullin, w rejonie Szet, w obwodzie karagandyjskim, w Kazachstanie. Węzeł linii Astana – Szu z linią do Żezkazganu. Położona jest na trasie Nowego Jedwabnego Szlaku.